# Преступность в Древнем Риме
Преступность в Древнем Риме была распространённым явлением. До начала нашей эры в Риме не было служителей порядка, каждый сам заботился о своей безопасности. Те, кто выходил ночью на улицу, были вынуждены брать с собой личную охрану, свечи и фонари.
Уровень преступности был очень высок: грабежи, похищения, подделка вин, драгоценностей и духов, вымогательства. Преступные группы контролировали отдельные городские кварталы и даже целые районы города. Наказания для членов банд были очень строгими, их распинали на кресте, сжигали или отправляли на арену амфитеатра на съедение зверям.
Охранялись в Риме только рынки и бани, где в основном охрана следила за соблюдением правил посещения, проверяли весы на рынках.
Для борьбы с преступностью император Август создал наряду с вигилами также городские когорты (лат. cohortes urbanae).

## Ограбления
Ночью было особенно опасно ходить по неосвещенным улицам, можно было легко стать жертвой ограбления. Ювенал писал, что можно было радоваться, если после ночного нападения у жертвы останется хотя бы пара зубов. Преступность была так высока, что хозяева магазинов закрывали двери и оконные ставни дополнительно железными цепями. Плиний писал, что в его время всё больше жителей старались закрывать окна, выходящие на улицу, так что загромождали себе вид из квартиры.

## Подделка вина
Вина в Древнем Риме часто подделывались. Плиний считал, что известные сорта вин едва ли содержат названные сорта в их составе. Зачастую подделанный напиток не приготавливался специально, а лишь приклеивалась другая этикетка, например более дорогого вина.
В вино для усиления вкусовых качеств или удаления горечи добавлялись, например, соль, дроблёный мрамор, сера, смола, дёготь. Мирт, еловые иголки, ромашкa, шафран, орегано, нард, корица и терпентин использовались для улучшения неприятного запаха, для хорошего цвета употреблялся, например, алоэ.